# 三井住友銀行本店ビルディング
三井住友銀行本店ビルディング（みついすみともぎんこうほんてんビルディング）は、東京都千代田区丸の内に建つ超高層ビルである。三井不動産が所有し、全館を三井住友銀行が賃借して、本店として使用している。三井不動産にとっては丸の内地区での3棟目のオフィスビルとなる。本項では日比谷通りを挟んだ同行大手町本部ビル（旧：東京新住友ビルディング）跡に建てられ、2015年7月から供用が開始された三井住友銀行東館についても記載する。

## 歴史
日比谷通りと永代通りが交わる大手町交差点南西角のこの地には、1974年に地上18階・地下4階建て、高さ80mの日本鋼管本社ビルが竣工した。ビルは不動産証券化により、2001年5月23日、日本ビルファンド投資法人に売却されるが、日本鋼管は同法人から賃借し、引き続き本社機能を置いた。
2003年、日本鋼管と川崎製鉄の経営統合によるJFEホールディングス発足に伴い、名称はJFEビルディングに改められた。2006年4月には三井不が信託受益権の一部を取得したが、翌年3月末でJFEスチールが退去することになった。このため、JFEビルからの賃料が収入の大きな部分を占めていた同投資法人は、2006年4月24日付で既存の虎ノ門琴平タワーなど5物件の権利を三井不と交換した。
三井不は、旧JFEビルが完成から30年以上が経過し賃貸ビルとしての商品価値に見劣りが生じているとして建替えを決定、2007年4月より解体に着手し、三信ビルディング（1930年竣工）と日比谷三井ビルディング（1960年竣工）が一体で建て替えられることになり、日比谷三井ビルから本店の移転を余儀なくされた三井住友銀行に建て替えられたビルに新本店を構えること提案し、同行が受諾。2010年7月に三井住友銀行本店ビルディングが竣工した。

### 建築
本店ビルディングは、地下鉄大手町駅に直結した地下4階、地上23階建て。旧JFEビルは大型の建築物であり、全体の工期39ヶ月のうち21ヶ月を地下・地上の解体に要した。
施工にあたっては、平日日中の振動・騒音が問題となるオフィスビルと夜間や休日の静けさが要求されるシティホテルに隣接していることから、24時間施工で夜間に騒音の少ない工程をあてた。通常のビル建設では、1階から地下方向・上層階方向に工事を進める「逆打ち工法」が採られるが、本店ビルディングでは地下部分の埋め戻しによる工期ロスを軽減するため、地下の外周壁を残したまま地下4階から地下1階へのRCの構築と、1階に打設したスラブから上層階方向への鉄骨の構築を並行して行う「二段打ち工法」が採用された。
東面と西面は構造柱を外に張り出し、室内に柱が出ない作りとし、柱は室内への直射日光を遮る役割を持つ。外装は割肌の石材で仕上げられ、南面と北面は水平のルーバーも設置された。エレベータシャフトに隣接して光ダクトを設け、13、14、21、22階のエレベータホールには自然光を採り入れたほか、水蓄熱システムや屋上緑化の導入、地域冷暖房の採用などにより、CASBEE基準Sランクの環境性能を実現。
オフィス空間は天井高2.8ｍ、約650坪の無柱スペースとし、耐震・セキュリティ・情報化対応において最新の設備を導入した。
営業開始は2010年10月18日で、日比谷通りを挟んだ大手町本部ビルや日比谷三井ビル、東京宝塚ビルに分散していた本店機能を集約したが、一部の業務は大手町一丁目三井ビルディングで行っていた。

## 三井住友銀行東館
大手町本部ビル跡に建てられた地下鉄駅直結の地下4階 地上29階建ての建物である。本店ビルディングは三井不動産が建設し、一棟借りし本社ビルとしているが、今回は三井住友銀行が自社ビルとして建設し、東館の完成をもって日比谷・大手町に分散していた本社機能の大手町への統合が完了した。2棟で本社機能を担う。
本店ビルディング同様、「伝統・先進性・本物」をコンセプトに、歴史ある皇居にほど近い立地に配慮し、かつ日本を代表するメガバンクにふさわしい風格を持ち、単なる装飾を排し、機能や仕組みをデザインすることを旨とし整備が進められた。外観は低層階では、地区計画による景観ガイドラインに従って概ね31mの高さの質感のある石の基壇を形成し「伝統と安定」を表現。高層部は本店ビルディング同様、石と金属の対比によって先進性を表現しながら、単なる表層の飾りではなく、構造、環境配慮を融合したデザインをさらに発展させたものとしている。基準階事務室はダブルスキンによって、主要幹線道路からの騒音が緩和され、キャビティ内に構造柱を配することによってオフィスに全く柱型のないフレキシブルな執務空間がつくり出されている。
事業継続計画（BCP）に配慮した計画とし、主要機械室の地上化による水害対策を講じた他、大災害によるインフラ途絶時にも施設を数時間稼働できるような電源・熱源の冗長構成とし、災害に強い銀行ビルを具現化。また各種環境配慮の取り組みにより、2015年6月CASBEE Sクラス認証を取得している。
本部部署および関連会社のほか、6階には東京健康サポート室が入る。また2021年7月5日から、SMBC信託銀行が西新橋と東新宿に分かれていた本社・本部機能を順次移転させ、11月22日、4階に本店営業部を開設した。

### 三井住友銀行東館ライジング・スクエア
地下1階～地上3階の一角に設けられたスペースである。地下1階に店舗、1階に開放的なロビー空間で、企画展やロビーコンサートなども開催されるアースガーデン、2階に体験型ミュージアムである金融/知のLANDSCAPE、3階にロールバックチェア方式による最大で約500名収容の多目的ホールであるSMBCホールが配された。